# Psittacanthus nudus
Psittacanthus nudus là một loài thực vật có hoa trong họ Loranthaceae. Loài này được (Ant. Molina) Kuijt & Feuer miêu tả khoa học đầu tiên năm 1982.